# Морансенго
Морансенго (итал. Moransengo) је насеље у Италији у округу Асти, региону Пијемонт.
Према процени из 2011. у насељу је живело 70 становника. Насеље се налази на надморској висини од 399 м.

## Становништво
Према резултатима пописа становништва 2011. у општини је живело 212 становника.
| 1936. | 1951. | 1961. | 1971. | 1981. | 1991. | 2001. | 2011. |
| ----- | ----- | ----- | ----- | ----- | ----- | ----- | ----- |
| 479   | 390   | 293   | 226   | 189   | 208   | 230   | 212   |